# A la berline postiljon!
A la berline postiljon! is van oorsprong een volksliedje.
Het liedje wordt gezongen door drie kinderen die, als de Drie Koningen verkleed, met een draaiende ster op een stok zingend langs de deuren trokken om een centje op te halen.

## Geschiedenis
De oudst bekende versie is uit een te Leuven uitgegeven boekje van 1570, waarin het lied als volgt gaat:
Het quamen drij coninghen uut verre landen,
nu wieghen, nu wieghen, nu wieghen wij,
om Gode te doen een offerande,
des waren sij vro,
alle mijnen troost, mijn toeverlaat,
is Maria soon.
Omstreeks 1870 werd in Frans-Vlaanderen te volgende tekst opgetekend:
Daer kwamen dry koningen met een sterr’,
Nu wiegen, nu wiegen, nu wiegen al wy.
Uyt vremde landen, het was zoo verr’.
Nu wiegen al wy,
Toen waren zy bly,
Al onzen troost en onz’ toevloet,
’t Is Maria zoet.
Veel dichter bij de huidige tekst staat die uit 1754, gepubliceerd in De nieuwe toverlantaarn te Amsterdam.
Wij komen getreden met onze sterre,
Lauwerier de Cransio,
Wij zoeken Heer Jezus, wij hadden hem geerne,
Lauwerier de knier,
Zijn Karel Konings kinderen,
Pater bonne Franselijn,
Jeremie.
Blijkbaar werden de in bovenstaande tekst al vreemde zinnen verder verbasterd tot de tekst die -nog verder verbasterd- verscheen in de versie die door pastoor Jan Bols te Werchter in 1897 werd opgetekend en gepubliceerd in de bundel: Honderd oude Vlaamsche liederen.
Wij komen van ’t Oosten, wij komen van ver,
a la berline posteljon
Wij zijn er drie koningen met ene ster
a la berline postiljon
van cher ami tot in de knie,
wij zijn drie koningskinderen,
sa pater trok naar Vendelo
van cher ami.
Gij sterre gij moet er zo stille niet staan,
Gij moet er met ons naar Bethlehem gaan
Te Bethlehem in die schone stad,
waar Maria met haar klein Kindeken zat.
En het Kindeken dat heeft er zo lang geleefd
Dat’t hemel en aarde geschapen heeft
Hemel en aarde en dan nog meer,
dat is er een teken van God den Heer.
We zien hier verdere verbasteringen in de refreinregels. De berline (een type koets) komt ter sprake, jeremie werd cher ami (beste vriend) en met Vendelo wordt mogelijk Venlo bedoeld, zonder dat dit enige betekenis heeft.
Een zesde couplet werd meestal ook gezongen, volgens de tekst:
Wij hebben gezongen al voor dit huis
Geef ons een penning dan gaan we weer naar huis.
waarmee het doel van het huisbezoek werd verduidelijkt.

## Moderne uitvoeringen
In 1994 is het lied uitgebracht als single van Herman van Veen en Ton Koopman. Het verscheen ook op hun album Stille nacht. Eveneens in 1994 werd het lied opgenomen op de langspeelplaat: Belgique : Ballades, danses et chansons de Flandre et de Wallonie, waar het werd gezongen door Wannes van de Velde.
1. ↑  Discogs: Herman van Veen: A la berline postiljon. Gearchiveerd op 22 februari 2021.